# 21. Tony-gála
A 21. Tony-gála az 1966/1967-es szezon legjobb Broadway színházi alakításait értékelte. A díjátadót 1967. március 26-án tartották a New York-i Shubert Theatreben, a műsor házigazdái Mary Martin és Robert Preston volt. A gálát az ABC televízióadó közvetítette élőben és ez volt az első év, amikor a díjat az Amerikai Színházi Kar a Broadway Ligával közösen adta át a díjakat.

## Győztesek és jelöltek
A nyertesek félkövérrel jelölve.
| Legjobb színdarab | Legjobb musical |
| --- | --- |
| - Hazatérés – Harold Pinter - Kényes egyensúly – Edward Albee - Játék a sötétben – Peter Shaffer - The Killing of Sister George – Frank Marcus | - Kabaré - Te, meg én - The Apple Tree - Walking Happy |
| Legjobb férfi főszereplő színdarabban | Legjobb női főszereplő színdarabban |
| - Paul Rogers – Hazatérés (Max) - Hume Cronyn – Kényes egyensúly (Tobias) - Donald Madden – Játék a sötétben (Harold Gorringe) - Donald Moffat – Így van (ha így tetszik) (Laudisi) - Donald Moffat – A vadkacsa (Hjalmar Ekdal)                    | - Beryl Reid – The Killing of Sister George (George nővér/June Buckridge) - Eileen Atkins – The Killing of Sister George (Childie/Alice McNaught) - Vivien Merchant – Hazatérés (Ruth) - Rosemary Murphy – Kényes egyensúly (Claire) |
| Legjobb férfi főszereplő musicalben | Legjobb női főszereplő musicalben |
| - Robert Preston – Te, meg én (Michael) - Alan Alda – The Apple Tree (További szereplők) - Jack Gilford – Kabaré (Schultz úr) - Norman Wisdom – Walking Happy (Will Mossop)                                                                         | - Barbara Harris – The Apple Tree (További szereplők) - Lotte Lenya – Kabaré (Schneider kisasszony) - Mary Martin – Te, meg én (A lány (Agnes)) - Louise Troy – Walking Happy (Maggie Hobson)                                        |
| Legjobb férfi mellékszereplő színdarabban | Legjobb női mellékszereplő színdarabban |
| - Ian Holm – Hazatérés (Lenny) - Clayton Corzatte – A rágalom iskolája (Charles Surface) - Stephen Elliot – Marat/Sade (Mr. Coulmier) - Sydney Walker – A vadkacsa (Lt. Ekdal)                                                                      | - Marian Seldes – Kényes egyensúly (Julia) - Camila Ashland – Játék a sötétben (Miss Furnival) - Brenda Forbes – The Loves of Cass McGuire (Trilbe Costello) - Maria Tucci – A tetovált rózsa (Rosa Delle Rose)                      |
| Legjobb férfi mellékszereplő musicalben | Legjobb női mellékszereplő musicalben |
| - Joel Grey – Kabaré (Ceremóniamester) - Leon Bibb – A Hand Is on the Gate (Előadó) - Gordon Dilworth – Walking Happy (Tubby Wadlow) - Edward Winter – Kabaré (Ernst Ludwig)                                                                        | - Peg Murray – Kabaré (Kost kisasszony) - Leland Palmer – A Joyful Noise (Miss Jimmie) - Josephine Premice – A Hand Is on the Gate (További szereplők) - Susan Watson – A Joyful Noise (Jenny Lee)                                   |
| Legjobb színdarabrendező | Legjobb musicalrendező |
| - Peter Hall – Hazatérés - John Dexter – Játék a sötétben - Donald Driver – Marat/Sade - Alan Schneider – Kényes egyensúly | - Harold Prince – Kabaré - Gower Champion – Te, meg én - Mike Nichols – The Apple Tree - Jack Sydow – Annie, a mesterlövész |
| Legjobb eredeti zene | Legjobb koreográfia |
| - Kabaré – John Kander (zene), Fred Ebb (dalszöveg) - The Apple Tree – Jerry Bock (zene), Sheldon Harnick (dalszöveg) - Walking Happy – Jimmy Van Heusen (zene), Sammy Cahn (dalszöveg) - Te, meg én – Harvey Schmidt (zene), Tom Jones (dalszöveg) | - Ron Field – Kabaré - Michael Bennett – A Joyful Noise - Danny Daniels – Walking Happy/Annie, a mesterlövész - Lee Theodore – The Apple Tree                                                                                        |
| Legjobb díszlettervezés | Legjobb jelmeztervezés |
| - Boris Aronson – Kabaré - John Bury – Hazatérés - Oliver Smith – Te, meg én - Alan Tagg – Játék a sötétben | - Patricia Zipprodt – Kabaré - Nancy Potts – A vadkacsa/A rágalom iskolája - Tony Walton – The Apple Tree - Freddy Wittop – Te, meg én                                                                                               |

## Előadott számok
- Kabaré ("Wilkommen" – Joel Grey)
- The Apple Tree ("Movie Star"/"Gorgeous" – Barbara Harris, Larry Blyden)
- Te, meg én ("Nobody's Perfect" – Mary Martin, Robert Preston)
- Walking Happy ("Walking Happy" – Norman Wisdom)

## Műsorvezetők
A gálán az alábbi műsorvezetők működtek közre:
- Lauren Bacall
- Harry Belafonte
- Carol Burnett
- Marge Champion
- Gower Champion
- Kirk Douglas
- John Forsythe
- Jill Haworth
- Angela Lansbury
- John V. Lindsay
- David Merrick
- Zero Mostel
- Lynn Redgrave
- Lee Remick
- Barbra Streisand

## Fordítás
- Ez a szócikk részben vagy egészben  a(z)   21st Tony Awards című angol Wikipédia-szócikk fordításán alapul.  Az eredeti cikk szerkesztőit annak laptörténete sorolja fel. Ez a jelzés csupán a megfogalmazás eredetét és a szerzői jogokat jelzi, nem szolgál a cikkben szereplő információk forrásmegjelöléseként.